# باري لي هال جونيور
باري لي هال جونيور (بالإنجليزية: Barrie Lee Hall, Jr.)‏ هو قائد فرقة ‏ وملحن وعازف جاز أمريكي، ولد في 30 يونيو 1949 في مانسفيلد في الولايات المتحدة، وتوفي في 24 يناير 2011 في هيوستن في الولايات المتحدة.

## وصلات خارجية
- باري لي هال جونيور على موقع ميوزك برينز (الإنجليزية)
- باري لي هال جونيور على موقع أول ميوزيك (الإنجليزية)
- باري لي هال جونيور على موقع ديسكوغز (الإنجليزية)